# Biedenkopf
Biedenkopf település Németországban, Hessen tartományban. Lakosainak száma 13 717 fő (2023. december 31.).

## Népesség
A település népességének változása:
| Lakosok száma | 13 219 | 13 685 | 13 689 | 13 614 | 13 361 | 13 703 | 13 717 |
|               | 2010   | 2015   | 2017   | 2019   | 2021   | 2022   | 2023   |

## Híres emberek
- itt született Erich Meier (1935–2010) labdarúgó